# Jakub Głogowski
Jakub Głogowski (ur. 5 stycznia 1986 we Wrocławiu) – polski działacz sportowy, współzałożyciel i były prezes Panthers Wrocław, od 2017 roku menedżer generalny zespołu.

## Kariera
Jako zawodnik występował w zespole The Crew Wrocław, dwukrotnie zdobywając tytuł mistrza Polski. Następnie pełnił funkcję członka zarządu Giants Wrocław. W 2013 roku jako jeden ze współzałożycieli doprowadził do utworzenia Panthers Wrocław. W latach 2013–2017 pełnił funkcję prezesa klubu, po czym zmienił stanowisko na menedżera generalnego zespołu. Od 2020 roku sprawuje również rolę menedżera ds. komunikacji w firmie Tarczyński S.A.
Jako członek zarządu wspólnie z Panthers Wrocław czterokrotnie zdobywał tytuł mistrza Polski w futbolu amerykańskim oraz mistrzostwo Europy IFAF Champions League w 2016 roku.
W 2015 roku został wybrany do listy „30 kreatywnych Wrocławia” jako jedyny przedstawiciel świata sportu. W 2017 roku pracował przy organizacji The World Games we Wrocławiu. W 2021 roku otrzymał również nagrodę „Zasłużeni dla dolnośląskiego sportu” tygodnika Słowo Sportowe. Dodatkowo jest również dziennikarzem muzycznym, prowadzącym kanał „KubaTalks” w serwisie YouTube i muzycznym aktywistą związanym z dużymi festiwalami hip-hopowymi, takimi jak Hip Hop Kemp czy Sun Festival.